# Stamboom Amalia van Brunswijk-Wolfenbüttel (1722-1780)
Dit is de stamboom van Amalia van Brunswijk-Wolfenbüttel (1722-1780).
| Stamboom Amalia van Brunswijk-Wolfenbüttel (1722-1780)                                     | Stamboom Amalia van Brunswijk-Wolfenbüttel (1722-1780)                                                                 | Stamboom Amalia van Brunswijk-Wolfenbüttel (1722-1780)                                                                                 | Stamboom Amalia van Brunswijk-Wolfenbüttel (1722-1780)                                                                 | Stamboom Amalia van Brunswijk-Wolfenbüttel (1722-1780)                                                                 | Stamboom Amalia van Brunswijk-Wolfenbüttel (1722-1780)                                                                 | Stamboom Amalia van Brunswijk-Wolfenbüttel (1722-1780)                                                                 | Stamboom Amalia van Brunswijk-Wolfenbüttel (1722-1780)                                                                 | Stamboom Amalia van Brunswijk-Wolfenbüttel (1722-1780)                                                                 |
| ------------------------------------------------------------------------------------------ | --- | --- | --- | --- | --- | --- | --- | --- |
| Grootouders                                                                                | Ferdinand Albrecht I van Brunswijk-Bevern (1638-1687) x 1667 Christine van Hessen-Eschwege (1649-1702)                 | Ferdinand Albrecht I van Brunswijk-Bevern (1638-1687) x 1667 Christine van Hessen-Eschwege (1649-1702)                                 | Ferdinand Albrecht I van Brunswijk-Bevern (1638-1687) x 1667 Christine van Hessen-Eschwege (1649-1702)                 | Ferdinand Albrecht I van Brunswijk-Bevern (1638-1687) x 1667 Christine van Hessen-Eschwege (1649-1702)                 | Lodewijk Rudolf van Brunswijk-Wolfenbüttel (1671-1735) x 1690 Christine Louise van Oettingen-Oettingen (1671-1747)     | Lodewijk Rudolf van Brunswijk-Wolfenbüttel (1671-1735) x 1690 Christine Louise van Oettingen-Oettingen (1671-1747)     | Lodewijk Rudolf van Brunswijk-Wolfenbüttel (1671-1735) x 1690 Christine Louise van Oettingen-Oettingen (1671-1747)     | Lodewijk Rudolf van Brunswijk-Wolfenbüttel (1671-1735) x 1690 Christine Louise van Oettingen-Oettingen (1671-1747)     |
| Ouders                                                                                     | Ferdinand Albrecht II van Brunswijk-Bevern (1680-1735) x 1712 Antoinette Amalie van Brunswijk-Wolfenbüttel (1696-1762) | Ferdinand Albrecht II van Brunswijk-Bevern (1680-1735) x 1712 Antoinette Amalie van Brunswijk-Wolfenbüttel (1696-1762)                 | Ferdinand Albrecht II van Brunswijk-Bevern (1680-1735) x 1712 Antoinette Amalie van Brunswijk-Wolfenbüttel (1696-1762) | Ferdinand Albrecht II van Brunswijk-Bevern (1680-1735) x 1712 Antoinette Amalie van Brunswijk-Wolfenbüttel (1696-1762) | Ferdinand Albrecht II van Brunswijk-Bevern (1680-1735) x 1712 Antoinette Amalie van Brunswijk-Wolfenbüttel (1696-1762) | Ferdinand Albrecht II van Brunswijk-Bevern (1680-1735) x 1712 Antoinette Amalie van Brunswijk-Wolfenbüttel (1696-1762) | Ferdinand Albrecht II van Brunswijk-Bevern (1680-1735) x 1712 Antoinette Amalie van Brunswijk-Wolfenbüttel (1696-1762) | Ferdinand Albrecht II van Brunswijk-Bevern (1680-1735) x 1712 Antoinette Amalie van Brunswijk-Wolfenbüttel (1696-1762) |
| Amalia van Brunswijk-Wolfenbüttel (1722-1780) x 1742 August Willem van Pruisen (1722-1758) | | | | | | | | |
| Kinderen                                                                                   | Frederik Willem II (1744-1797)                                                                                         | Frederik Willem II (1744-1797) | Hendrik (1747-1767) | Hendrik (1747-1767) | Wilhelmina (1751-1820)                                                                                                 | Wilhelmina (1751-1820)                                                                                                 | George Karel Emil (1758-1759)                                                                                          | George Karel Emil (1758-1759)                                                                                          |
| Kinderen                                                                                   | x 1765 Elisabeth van Brunswijk-Wolfenbüttel (1746-1840)                                                                | x 1769 Frederika van Hessen-Darmstadt (1751-1805)                                                                                      | ? | ? | x 1767 Willem V van Oranje-Nassau (1748-1806)                                                                          | x 1767 Willem V van Oranje-Nassau (1748-1806)                                                                          | - | - |
| Kleinkinderen                                                                              | Frederika (1767-1820)                                                                                                  | Frederik Willem III (1770-1840) Lodewijk (1773-1796) Wilhelmina (1774-1837) Augusta (1780-1841) Hendrik (1781-1846) Willem (1783-1851) | ? | ? | nn (1769) Louise (1770-1819) nn (1771) Willem I (1772-1843) Frederik (1774-1799)                                       | nn (1769) Louise (1770-1819) nn (1771) Willem I (1772-1843) Frederik (1774-1799)                                       | - | - |